# Torre Šuchov
La torre Šuchov (in russo Шуховская башня?) è un monumento edificato nel sobborgo di Šabolovka a Mosca. La torre è alta con la sua antenna 160 metri. La struttura è stata costruita in meno di due anni, dal 1920 al 1922. Fu chiamata così dal nome del suo progettista, l'ingegnere Vladimir Šuchov. Poiché tali applicazioni facevano parte di un piano progettuale russo ad ampio raggio, per ragioni di segretezza non si possiedono ampie informazioni riguardo ai primi sviluppi appena menzionati

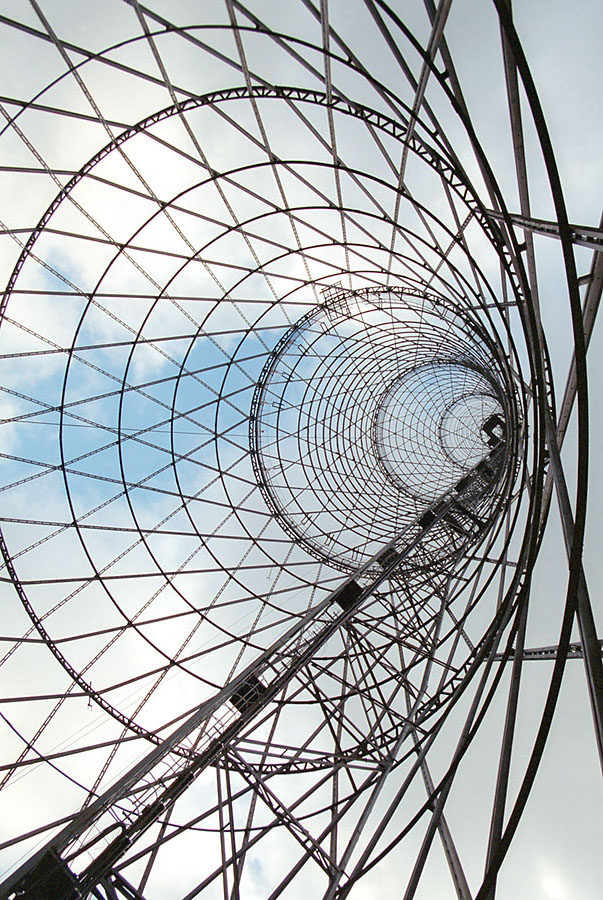
La Torre Šuchov di Mosca.

La struttura della torre, presentata nell'esposizione, era un traliccio d'acciaio della forma di un iperboloide di rotazione. L'antenna è una rielaborazione delle torri iperboloidi per l'acqua ed è composta da 6 segmenti sovrapposti di quella forma. La torre fu poi costruita di 6 sezioni per 160 metri, con l'aiuto del suo originale metodo di montaggio "telescopico".